# Classe São Jorge
A classe São Jorge foi um modelo de draga-minas oceânico ao serviço da Marinha Portuguesa, entre 1953 e 1974.
Os navios pertenciam à classe AM-478 de draga-minas de frota, construídos nos EUA. Em 1955 os navios foram reclassificados como draga-minas oceânicos, passando a constituir a classe MSO-478. Nesse ano, os quatro navios da classe foram cedidos a Portugal, ao abrigo do Mutual Defense Agreement Program (MDAP). Navios do mesmo tipo foram cedidos a outros países aliados dos EUA, em cada qual constituindo uma classe diferente.
Em Portugal, os navios da classe foram baptizados com nomes de ilhas do arquipélago dos Açores.
No âmbito da NATO foi atribuída uma grande responsabilidade à Marinha Portuguesa na área da guerra de minas, o que a levou a operar uma grande flotilha de draga-minas, na década de 1950 e no início da de 1960. Com 780 toneladas de deslocamento, os navios da classe São Jorge eram os maiores draga-minas portugueses. No entanto, com o agravamento da Guerra do Ultramar a Marinha Portuguesa teve que dar prioridade aos meios para atuar nessa guerra, ficando sem tripulações disponíveis para os draga-minas, o que a levou a colocar, a maioria deles, em reserva.

## Unidades
| Número de amura | Nome          | Comissão    | Observações |
| --------------- | ------------- | ----------- | ----------- |
| M 415           | NRP São Jorge | 1955 - 1974 | Ex-MSO-478  |
| M 416           | NRP Pico      | 1955 - 1973 | Ex-MSO-479  |
| M 417           | NRP Graciosa  | 1955 - 1974 | Ex-MSO-486  |
| M 418           | NRP Corvo     | 1955 - 1974 | Ex-MSO-487  |